# Wrath (südafrikanische Band)
Wrath ist eine Viking-Metal-Band, die ursprünglich in Kapstadt, Südafrika, gegründet wurde. Nazgul, das einzige Mitglied der Band, zog 2002 nach England.

## Geschichte
Nazgul wuchs als Sohn deutscher Eltern in Kapstadt auf. Nach einigen Experimenten mit einer Zwei-Mann-Band gründete er Wrath als Soloprojekt. Die ersten Stücke entstanden zunächst am Keyboard. Er nannte den Stil Pagan Electronica. Nach eigenen Angaben veröffentlichte er drei komplette Alben dieser Musikrichtung. Um 1999 begann Nazgul jedoch auch mit elektrischen Gitarren zu arbeiten. 2002 zog er zunächst nach England und begann dort weitere Titel einzuspielen. Erste Veröffentlichung wurde schließlich die EP Savage Beauty, die 2004 über Einheit Produktionen erschien. 2005 erschien mit Bloodstorm eine weitere EP als Eigenproduktion. Für die Aufnahmen des Debütalbums ging Nazgul nach Deutschland. Viking wurde am 5. August 2005 von Einheit Produktionen veröffentlicht.

## Stil
Nachdem Nazgul zunächst Ambient-Stücke herausgebracht hatte, begann er 1999, extremen Metal zu spielen. Er orientiert sich dabei am traditionellen Black Metal. Den Klang erzeugte er hauptsächlich mit dem Metal-Zone-Pedal der Firma BOSS, außer etwas Hall wurde der Klang der Gitarre nach den Aufnahmen kaum verändert. Seine Musik soll an die Epoche der Wikinger erinnern. Neben Texten über die Wikingerzeit handeln seine Texte auch von Magie und der Dunkelheit. Nazgul legt Wert darauf, keine dezidiert satanischen Texte zu schreiben, sondern heidnisch geprägte antichristliche Stücke. Dennoch bezeichnet er seine Musik als „Old Skool Berserker Black Metal“.

## Diskografie
- 2004: Savage Beauty (EP, Einheit Produktionen)
- 2005: Bloodstorm (EP, Eigenproduktion)
- 2005: Viking (Album, Einheit Produktionen)